# مری رمزی (موسیقی‌دان)
مری رمزی (به انگلیسی: Mary Ramsey) (زاده ۲۴ دسامبر ۱۹۶۳) خواننده، ترانه‌سرا و موسیقی‌دان آمریکایی است.